# Нура (Актюбинская область)
Нура́ (каз. Нұра) — село в Иргизском районе Актюбинской области Казахстана. Административный центр Нуринского сельского округа. Село расположено на юго-востоке Актюбинской области, на расстоянии примерно 80 км к северо-востоку от села Иргиз, административного центра района, на высоте 76 метров над уровнем моря. Код КАТО — 156843100.

## Население
В 1999 году население села составляло 887 человек (428 мужчин и 459 женщин). По данным переписи 2009 года, в селе проживало 681 человек (342 мужчины и 339 женщин).